# The Poor Boob
The Poor Boob er en amerikansk stumfilm fra 1919 af Donald Crisp.

## Medvirkende
- Bryant Washburn som Simpson Hightower
- Wanda Hawley som Hope
- Richard Rosson som Jimmy Borden
- Theodore Roberts som Henry Platt
- Raymond Hatton som Stephen Douglas